# Albatrellus subrubescens
Albatrellus subrubescens (Murrill) Pouzar, Česká Mykol. 26: 196 (1972).

## Descrizione della specie

### Cappello
3–13 cm di diametro, da convesso a depresso, irregolare, con margine ondulato e ondulato. Cuticola liscia o leggermente pruinosa, di colore ocra-chiaro o ocra-aranciato, con toni arancioni a maturità, con la siccità si screpola in areole nella parte centrale del cappello, che formano delle piccole verruche con tonalità che sfumano verso il bruno-violetto o il bruno -arancio.

### Tubuli
Lunghi 1–4 mm, appena decorrenti al gambo, biancastri, arancio chiaro al tocco.

### Pori
Piccoli 3–4 mm, angolosi e irregolari.

### Gambo
2-8 x 1–2 cm, centrale o spesso eccentrico, cilindrico, leggermente allargato alla base, pieno, di colore bianco-giallastro, con macchie bruno-arancio o ruggine alla base.

### Carne
Cassante, bianca, inodore con sapore gradevole di nocciola.

### Microscopia
Spore3,5-5 x 2,5-4 µm, da arrotondate ad ovoidali, lisce, ialine, guttulate con apicolo evidente, amiloidi
Basidi14-25 x 4-6,5 µm, clavati, tetrasporici privi di giunti a fibbia basali.
CistidiAssenti.

## Reazioni macrochimiche
- Idrossido di potassio (KOH): la carne vira al giallo.
- Acido solforico (H2SO4): la carne vira lentamente a rosso brunastro

## Habitat
Cresce in estate-autunno in boschi di aghifoglie, ma anche in quelli misti di latifoglie e aghifoglie.

## Commestibilità
Non commestibile.

## Sinonimi e binomi obsoleti
- Albatrellus similis Pouz.
- Scutiger subrubescens (Murr.)Bull.